# 李明辉
李明辉，漢族，中國共產黨黨員

## 生平
歷任武警湖南省总队司令员、武警雲南省總隊副司令員，武警少將警銜